# Жилмар Ріналді
Жилмар Ріналді (порт. Gilmar Rinaldi, нар. 13 січня 1959, Ерешин) — бразильський футболіст, що грав на позиції воротаря. Надалі — футбольний агент і функціонер.
Виступав за бразильські клуби «Інтернасьйонал», «Сан-Паулу» та «Фламенго», вигравши з кожним чемпіонат Бразилії та штату, японський клуб «Сересо Осака», а також національну збірну Бразилії, у складі якої став чемпіоном світу.

## Клубна кар'єра
У дорослому футболі дебютував 1978 року виступами за команду клубу «Інтернасьйонал», в якій провів шість сезонів. Він став п'ятикратним чемпіоном штату Ріу-Гранді-ду-Сул, а також чемпіоном Бразилії у 1979 році. Однак Жилмар в цей період з'являвся на полі відносно рідко і твердим гравцем основи став тільки після переходу в «Сан-Паулу» в 1985 році.
У тому ж 1985 році Жилмар виграв чемпіонат штату Сан-Паулу. Наступного року вперше як гравець основи став чемпіоном Бразилії, причому у фінальному протистоянні опір «Гуарані» з Кампінаса вдалося подолати тільки в серії пенальті. Також Жилмар за 6 років у стані «триколірних» завоював ще два титули чемпіона штату Сан-Паулу.
В кінці 1980-х років Жилмару доводилося справлятися з потужною конкуренцією на клубному рівні — спочатку зі сторони Роберто Рохаса, а потім Дзетті.
1991 року Жилмар перейшов в «Фламенго», з яким у першому ж сезоні виграв чемпіонат штату Ріо-де-Жанейро, а в наступному — чемпіонат Бразилії.
Завершив професійну ігрову кар'єру в японському клубі «Сересо Осака», за команду якого виступав протягом 1995–1999 років.

## Виступи за збірну
У складі олімпійської збірної був основним воротарем футбольного турніру на Олімпійських іграх 1984 року у Лос-Анджелесі, ставши срібним медалістом турніру.
1986 року дебютував в офіційних матчах у складі національної збірної Бразилії. Через потужну конкуренцію, в першу чергу, з боку Клаудіо Таффарела, Жилмар ніколи не був у збірній Бразилії гравцем основи, лише зрідка з'являючись на полі. З 1986 по 1995 рік він зіграв за Селесао всього в 9 матчах (за іншими даними — в десяти). Незважаючи ні на що, саме 35-річний Жилмар був включений в заявку збірної на чемпіонат світу 1994 року у США як дублер Таффарела (нарівні з Дзетті), і також завоював чемпіонський титул.

## Подальша кар'єра
Після закінчення кар'єри футболіста працював агентом — серед його клієнтів був, зокрема, нападник збірної Бразилії Адріано. З 17 липня 2014 року був призначений КБФ головним куратором всіх збірних Бразилії.

## Статистика
| Чемпіонат | Чемпіонат        | Чемпіонат   | Ліга | Ліга                          | Кубок            | Кубок            | Кубок ліги      | Кубок ліги      | Всього | Всього |
| Сезон     | Клуб             | Ліга        | Ігри | Голи                          | Ігри             | Голи             | Ігри            | Голи            | Ігри   | Голи   |
| Бразилія  | Бразилія         | Бразилія    | Ліга | Ліга                          | Кубок Бразилії   | Кубок Бразилії   | Кубок Ліги      | Кубок Ліги      | Всього | Всього |
| --------- | ---------------- | ----------- | ---- | ----------------------------- | ---------------- | ---------------- | --------------- | --------------- | ------ | ------ |
| 1978      | «Інтернасьйонал» | Серія А     | 0    | 0                             |                  |                  |                 |                 | 0      | 0      |
| 1979      | «Інтернасьйонал» | Серія А     | 0    | 0                             |                  |                  |                 |                 | 0      | 0      |
| 1980      | «Інтернасьйонал» | Серія А     | 0    | 0                             |                  |                  |                 |                 | 0      | 0      |
| 1981      | «Інтернасьйонал» | Серія А     | 0    | 0                             |                  |                  |                 |                 | 0      | 0      |
| 1982      | «Інтернасьйонал» | Серія А     | 5    | 0                             |                  |                  |                 |                 | 5      | 0      |
| 1983      | «Інтернасьйонал» | Серія А     | 0    | 0                             |                  |                  |                 |                 | 0      | 0      |
| 1984      | «Інтернасьйонал» | Серія А     | 0    | 0                             |                  |                  |                 |                 | 0      | 0      |
| 1985      | «Інтернасьйонал» | Серія А     | 20   | 0                             |                  |                  |                 |                 | 20     | 0      |
| 1986      | «Сан-Паулу»      | Серія А     | 22   | 0                             |                  |                  |                 |                 | 22     | 0      |
| 1987      | «Сан-Паулу»      | Серія А     | 6    | 0                             |                  |                  |                 |                 | 6      | 0      |
| 1988      | «Сан-Паулу»      | Серія А     | 14   | 0                             |                  |                  |                 |                 | 14     | 0      |
| 1989      | «Сан-Паулу»      | Серія А     | 17   | 0                             |                  |                  |                 |                 | 17     | 0      |
| 1990      | «Сан-Паулу»      | Серія А     | 2    | 0                             |                  |                  |                 |                 | 2      | 0      |
| 1991      | «Фламенго»       | Серія А     | 11   | 0                             |                  |                  |                 |                 | 11     | 0      |
| 1992      | «Фламенго»       | Серія А     | 27   | 0                             |                  |                  |                 |                 | 27     | 0      |
| 1993      | «Фламенго»       | Серія А     | 18   | 0                             |                  |                  |                 |                 | 18     | 0      |
| 1994      | «Фламенго»       | Серія А     | 18   | 0                             |                  |                  |                 |                 | 18     | 0      |
| Японія    | Японія           | Японія      | Ліга | Ліга                          | Кубок Імператора | Кубок Імператора | Кубок Джей-ліги | Кубок Джей-ліги | Всього | Всього |
| 1995      | «Сересо Осака»   | Джей-ліга 1 | 38   | 0                             | 2                | 0                | -               | -               | 40     | 0      |
| 1996      | «Сересо Осака»   | Джей-ліга 1 | 29   | 0                             | 2                | 0                | 13              | 0               | 44     | 0      |
| 1997      | «Сересо Осака»   | Джей-ліга 1 | 17   | 0                             | 0                | 0                | 6               | 0               | 23     | 0      |
| Країна    | Бразилія         | Бразилія    | 160  | 0\|\|\|\|\|\|\|\|\|\|160\|\|0 |                  |                  |                 |                 |        |        |
| Країна    | Японія           | Японія      | 84   | 0                             | 4                | 0                | 19              | 0               | 107    | 0      |
| Всього    | Всього           | Всього      | 244  | 0                             | 4                | 0                | 19              | 0               | 267    | 0      |

| Збірна Бразилії | Збірна Бразилії | Збірна Бразилії |
| Роки            | Ігри            | Голи            |
| --------------- | --------------- | --------------- |
| 1986            | 2               | 0               |
| 1987            | 2               | 0               |
| 1988            | 0               | 0               |
| 1989            | 0               | 0               |
| 1990            | 0               | 0               |
| 1991            | 0               | 0               |
| 1992            | 2               | 0               |
| 1993            | 1               | 0               |
| 1994            | 0               | 0               |
| 1995            | 2               | 0               |
| Всього          | 9               | 0               |

## Титули і досягнення

### Командні
- Чемпіон Бразилії (1):

«Інтернасьйонал»: 1979: «Сан-Паулу»: 1986: «Фламенго»: 1992
- Переможець Ліги Гаушу (4):

«Інтернасьйонал»: 1981, 1982, 1983, 1984
- Переможець Ліги Пауліста (3):

«Сан-Паулу»: 1985, 1987, 1989
- Переможець Ліги Каріока (1):

«Фламенго»: 1991
- Срібний олімпійський призер: 1984
- Чемпіон світу (1):

Бразилія: 1994

### Особисті
- Срібний м'яч найкращому воротарю чемпіонату Бразилії: 1986, 1989